# Fontenay-sur-Loing
Fontenay-sur-Loing är en kommun i departementet Loiret i regionen Centre-Val de Loire strax norr Frankrikes mitt. Kommunen ligger i kantonen Ferrières-en-Gâtinais som tillhör arrondissementet Montargis. År 2022 hade Fontenay-sur-Loing 1 677 invånare.

## Befolkningsutveckling
Antalet invånare i kommunen Fontenay-sur-Loing
| Referens: INSEE |